# Marystown United
Marystown United is een Canadese voetbalclub uit de gemeente Marystown in de provincie Newfoundland en Labrador. De club heeft zowel een mannen- als vrouwenafdeling en heeft groen en wit als clubkleuren. Het bestuur is in handen van de non-profit Marystown United Minor Soccer Association.

## Geschiedenis
De club komt uit in de Burin Peninsula Soccer League, de lokale amateurcompetitie van het schiereiland Burin. Het mannenteam speelde doorheen zijn bestaan echter meerdere seizoenen mee in de Challenge Cup, het provinciale kampioenschap van de voetbalbond van Newfoundland en Labrador.
In 1999 verloor Marystown United de finale van de provinciale Challenge Cup met 2-1 in de derby tegen de St. Lawrence Laurentians.
In 2004 haalde de mannenploeg onder leiding van coach Vince Pickett haar eerste en enige provinciale titel binnen. De ploeg mocht daarom de provincie vertegenwoordigen in de Challenge Trophy (2004), het jaarlijkse bekertoernooi voor de beste mannelijke Canadese amateurteams.
Na vele jaren van afwezigheid op het provinciale niveau, vaardigt Marystown United in 2025 een damesteam af naar de inaugurale editie van de Newfoundland and Labrador Cup voor vrouwen.

## Erelijst
Mannen
- Newfoundland and Labrador Challenge Cup

winnaar (1): 2004